# Angelo van Melis
Angelo van Melis (Oss, 4 juni 1975), is een voormalig Nederlands wielrenner.

## Belangrijkste overwinningen
1993
- 2de eindklassement Course de la Paix juniors

1994
- 2de etappe 5 Postgiro Sweden
- 3de Rund um Straelen

1995
- 3de Dr Foots Race

1996
- 1ste 2de Etappe Hoy Classic Borculo
- 5de NK Weg

- 3de 6etappe Sachsen Tour

1997
- 4de Eindklassement Ober Oostenrijk Rundfahrt
- 3de 4de Etappe Ober Oostrijk Rundfahrt
- 3de Dwars door België Espoirs
- 3de NK Tijdrijden
- Proloog Hessen Rundfahrt

2000
- Parel van de Veluwe

2001
- 2de Grand Prix Dourges
- 2de Omloop der Kempen

2002
- 9e etappe Olympia's Tour
- 2e etappe + eindklassement OZ Wielerweekend
- Eindklassement Ronde van Antwerpen
- PWZ Zuidenveldtour
- 3de Gent Wervik

2003
- ZLM Tour - Arjaan de Schipper Trofee
- Ronde van Midden Nederland

2004
- Ronde van Midden-Nederland
- 5de Etappe Esser Breton
- Regio Kampioen Zuid Nederland